# Maebashi
Maebashi (前橋市, Maebashi-shi) est la capitale de la préfecture de Gunma au Japon.

## Géographie

### Situation
La ville de Maebashi est située sur l'île de Honshū, à environ 100 km, à vol d'oiseau, au nord-ouest de Tokyo. Dans le sud-est de la préfecture de Gunma, elle s'étend sur 311,59 km2, 20 km d'est en ouest et 27 km du nord au sud.

### Démographie
Le 1er avril 2010, la ville de Maebashi avait une population de 338 077 habitants pour une densité de 1 085 hab./km2. En mars 2021, la population était de 334 535 habitants. La superficie totale de la ville est de 311,59 km2.

### Hydrographie
La ville est traversée par le fleuve Tone.

## Histoire
Le bourg de Maebashi a été fondé le 1er avril 1889. Il obtient le statut de ville le 1er avril 1892.
Maebashi est touchée le 5 août 1945 par les bombardements stratégiques sur le Japon qui détruisent plus de la moitié de la ville.
Maebashi obtient le statut de ville spéciale en 2001, puis de ville noyau en 2009.

## Toponymie
Le nom « Maebashi (前橋) » dérive de celui d'un pont : Umaya bashi (厩橋 ou 駅家橋, litt. « pont écurie »), qui enjambait la rivière Kuruma, un affluent du fleuve Tone qui passait non loin d'une station de l'axe routier Tōsandō : station Kuruma (群馬駅, Kuruma eki) — chaque station était appelée une « umaya » (厩 ou 駅家, litt. « écurie »). Par la suite le nom a été raccourci en « Mayabashi », puis, au milieu du XVIIe siècle, pour désigner la cité qui s'est développée autour du pont, transformé en « Maebashi » par Sakai Tadakiyo, propriétaire du château de Maebashi,,,.

## Culture locale et patrimoine

### Patrimoine architectural
- Château de Maebashi

### Symboles municipaux
En 2018, les arbres symboles de la municipalité de Maebashi sont le zelkova du Japon et le gingko, ses fleurs symboles, la fleur de l'azalée et la rose.

## Éducation
- Université de Gunma
- Université de technologie de Maebashi
- Université préfectorale des sciences de la santé de Gunma

## Urbanisme
Le plus haut édifice de la ville est le Gunma Prefectural Government Building haut de 154 m.

## Transports
Maebashi est desservie par les lignes Jōetsu et Ryōmō de la JR East, ainsi que par la ligne Jōmō de la Jomo Electric Railway. Les principales gares sont celles de Maebashi et Shin-Maebashi.

## Jumelage
Maebashi est jumelée avec Birmingham dans l'Alabama aux États-Unis.

## Personnalités liées à la municipalité
- Sakutarō Hagiwara (1886-1942), écrivain
- Kōhei Oguri (né en 1945), réalisateur
- Shigesato Itoi (né en 1948), essayiste et concepteur de jeux vidéo
- Nigo (né en 1970), styliste
- Takashi Shimizu (né en 1972), réalisateur
- Shō Sakurai (né en 1982), chanteur